# Hidesaburō Ueno
Hidesaburō Ueno (Hisai-shi, 19 de enero de 1872-Tokio, 21 de mayo de 1925) fue un ingeniero agrónomo y profesor japonés recordado por haber sido el amo del famoso perro Hachikō.
Su nombre en japonés se escribe 上野伊三郎 (うえの ひでさぶろう Ueno Hidesaburō), siendo Ueno su apellido y puede verse latinizado como Eisaburo Ueno, Hidesaburo Ueno, o Hidesamurō Ueno.

## Biografía
En 1895 se graduó en el Departamento de Agricultura de la Tōkyō Teikoku Daigaku (Universidad Imperial de Tokio, actualmente conocida con el nombre de Universidad de Tokio), y en el mismo año entró en la Escuela de Ingeniería Agrícola e Investigaciones de Instrumentos de Granja. El 10 de julio de 1900 terminó su trabajo de graduación y comenzó a enseñar en la Universidad Imperial de Tokio como profesor adjunto. A partir de 1902 fue profesor asociado en la Universidad Agrícola.
Trabajó en la preparación de tierras cultivables, así como en ingeniería de recuperación y drenaje de las mismas. Esas tecnologías de reajuste de tierras cultivables fueron utilizadas para la recuperación de las capitales imperiales después del Gran terremoto de Kantō de 1923.
En 1916 fue profesor del Departamento de Agricultura de la Facultad de Agricultura de la Universidad Imperial, y se encargó de la cátedra de ingeniería agrícola. Contribuyó a la pedagogía de la ingeniería agrícola especializada en el Departamento de Agricultura.
Falleció en el actual distrito de Ueno en Tokio de hemorragia cerebral el 21 de mayo de 1925 a los 53 años de edad mientras impartía una clase en la universidad.

## Hachikō
Su perro Hachikō se hizo famoso por ir, día tras día, a esperar a la estación de trenes de Shibuya (Tokio) el regreso de su amo fallecido, hasta morir casi diez años más tarde. En su recuerdo se levantó una estatua de bronce frente a la estación.